# Diccionario jázaro
Diccionario jázaro (en serbocroata, Хазарски речник / Hazarski rečnik) es la primera novela publicada por el escritor serbio Milorad Pavić en 1984. Es un notable exponente de la llamada narrativa hipertextual y fue traducida a decenas de lenguas.

## Contenido
No hay una trama fácil de discernir en el sentido convencional, pero la cuestión central del libro (la conversión religiosa masiva del pueblo jázaro) se basa en un evento histórico que generalmente se remonta a las últimas décadas del siglo VIII o principios del siglo IX cuando la realeza y la nobleza jázaras se convirtieron al judaísmo, y parte de la población en general los siguió.
Toma la apariencia de un diccionario dividido en tres partes, cada una de las cuales expone en entradas dispuestas de forma alfabética las fuentes cristianas, musulmanas y judías en torno a los jázaros. Aunque es cierto que el libro toma la historia de este pueblo (del que se cree que se convirtió a la fe judía en el siglo IX) como asunto fundamental, la verdad es que casi la totalidad de los personajes y peripecias narrados son completamente ficticios. Por lo demás, el libro se presenta en dos versiones, masculina y femenina, que presentan una única diferencia en un solo pasaje. Posteriormente Pavić señaló que los jázaros simbolizaban a los serbios.
La novela toma la forma de tres mini enciclopedias con referencias cruzadas, que a veces se contradicen entre sí, cada una compilada a partir de las fuentes de una de las principales religiones abrahámicas (cristianismo, islam y judaísmo). En su introducción al trabajo, Pavić escribió:

Aquí no se observará ninguna cronología , ni es necesaria. Por tanto, cada lector armará el libro por sí mismo, como en un juego de dominó o de cartas , y, como con un espejo, sacará de este diccionario tanto como ponga en él, porque tú no puedes [...] Saca más de la verdad de lo que pones en ella.

Pavić afirmó que los jázaros eran una metáfora de un pueblo pequeño que sobrevivía entre grandes poderes y grandes religiones. En Yugoslavia, los serbios reconocieron su propio destino; fue lo mismo en Eslovenia y en otros lugares, un libro de texto sobre supervivencia. Lo mismo en Hungría y Checoslovaquia, y así sucesivamente. Un crítico francés dijo: "Todos somos jázaros en la era de la amenaza nuclear y el medio ambiente envenenado".
En el Madlenianum Opera and Theatre de Belgrado se representa una adaptación de ballet del Diccionario de los jázaros.

## Premios
El libro fue publicado en 1984 por la editorial "Prosveta". Como mejor novela yugoslava, recibió el premio NIN en el mismo año,  y en 1992 también recibió un premio a la novela de la década del estudio gráfico "Dereta". The New York Times lo incluyó entre los siete libros elegidos por el editor a fines de noviembre de 1988.